# Минувшие дни (фильм)
«Минувшие дни» — советский цветной художественный фильм, снятый на киностудии «Узбекфильм» в 1969 году режиссёром Юлдашем Агзамовым.
Экранизация одноименного первого узбекского романа писателя Абдуллы Кадыри.
Премьера фильма состоялась 11 мая 1970 года.

## Сюжет
Действие фильма происходит в середине XIX века в Ташкенте и показывает один из важнейших периодов истории узбекского народа. На фоне борьбы местных правителей за власть развертывается любовь Кумюш и Атабека.
Фильм рассказывает драматическую историю влюбленных, в условиях Кокандского ханства.

## В ролях
- Ульмас Алиходжаев — Атабек (дублировал Владимир Гусев)
- Гульчехра Джамилова — Кумюш (дублировала Алла Будницкая)
- Аббас Бакиров — Юсуфбек Ходжи (дублировал Константин Тыртов)
- Марьям Якубова — Узбек-ойим (дублировала Марина Гаврилко)
- Раззак Хамраев — Мирза Карим Кутидор (дублировал Алексей Алексеев)
- А. Муратова — Офтоб-ойим (дублировала Валентина Серова)
- Хабиб Нариманов — Хасанали (дублировал Юрий Леонидов)
- Гульчехра Сагдуллаева — Зайнаб
- Наби Рахимов — Уста Алим
- Хамза Умаров — Хамид
- Джавлон Хамраев — Садык
- Рахим Пирмухамедов — курбаши
- Темурмалик Юнусов — Худоярхан
- Сагат Талипов — Мусулманкул
- Якуб Ахмедов — Азизбек
- М. Рахматуллаева — Жаннат
- Бахтиёр Ихтияров — кукольник
- Мирза Дадабаев — эпизод
- Мухаммаджон Ахмедов — эпизод
- Лютфи Сарымсакова — эпизод
- Турсун Махмудов — эпизод
- Юлдаш Агзамов — эпизод
- Улугбек Абдуллаев — эпизод
- Рауф Балтаев — эпизод (нет в титрах)
- Машраб Юнусов — лекарь (нет в титрах)
- Максуд Атабаев — эпизод (нет в титрах)
- Мукамбар Рахимова — подруга Кумюш (нет в титрах)
- Фархад Хайдаров — Миршаб (нет в титрах)

## Съёмочная группа
- Режиссёр-постановщик: Юлдаш Агзамов
- Сценарист: Сабир Мухамедов
- Операторы: Михаил Краснянский, Анвар Мукаррамов
- Художник: Валентин Синиченко
- Композитор: Манас (Минасай) Левиев
- Помощники режиссёра: С. Саидов, Б. Хужаев
- Помощники оператора: Г. Сенчило, Н. Хмара
- Художник-декоратор: В. Киселёв
- Художник-гримёр: Х. Тожиев
- Монтаж: В. Макарова
- Редактор: К. Димова
- Ассистенты режиссёра: К. Халилов, Х. Вахидов
- Ассистенты художника: В. Рейх, И. Гамбурская
- Дирижёр: Д. Зокиров
- Директор: Ю. Ганиев